# Bonäs udde
Bonäs udde är en udde i sjön Glan sydost om Svärtinge i Norrköpings kommun, Östergötlands län.

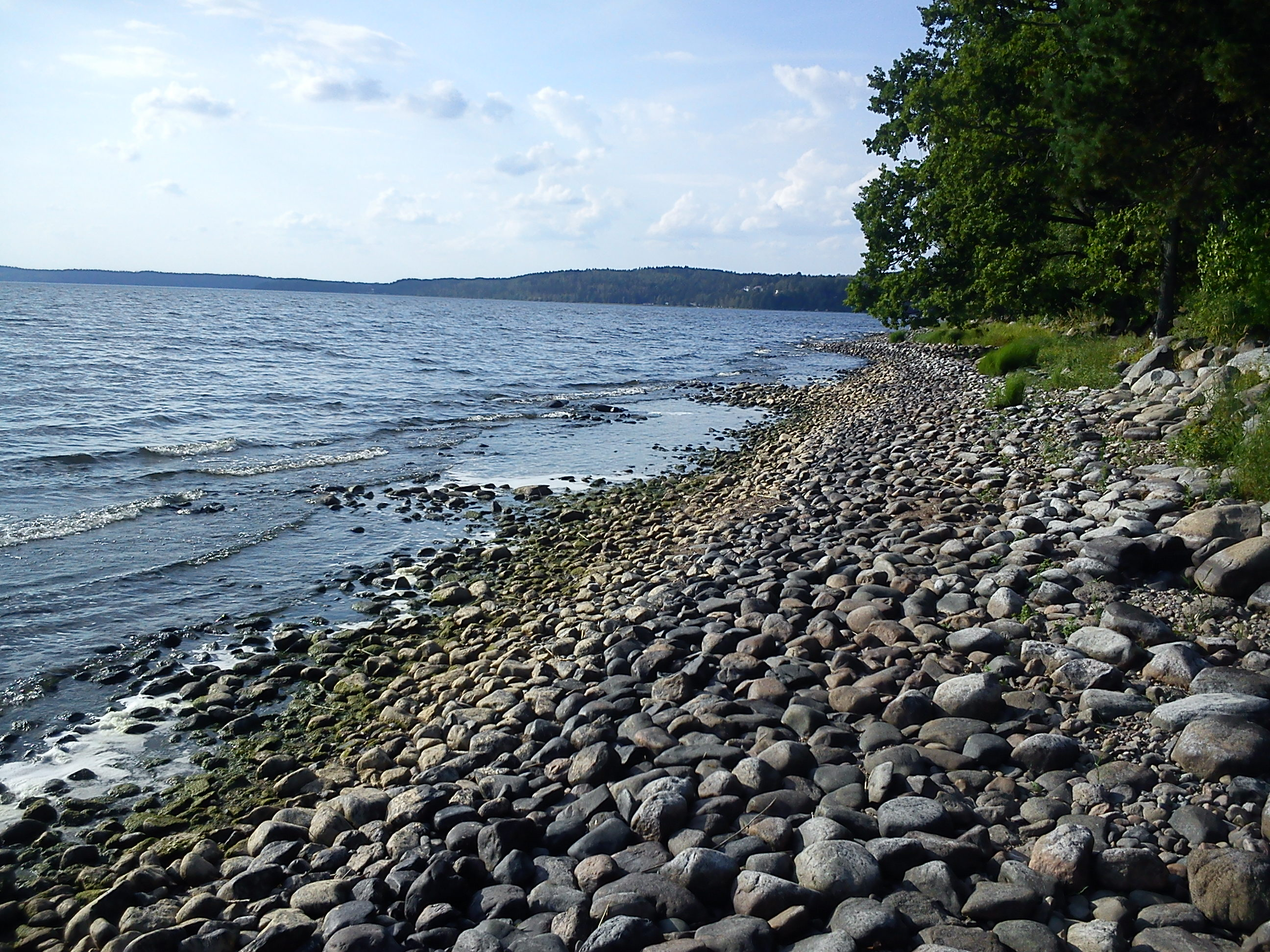
Bonäs udde sett från stranden.